# Sotorribas
Sotorribas ist ein Ort und eine zentralspanische Gemeinde (municipio) mit 707 Einwohnern (Stand: 2024) im Norden der Provinz Cuenca in der Autonomen Region Kastilien-La Mancha. Die Gemeinde wurde aus den Ortschaften Sotos, Collados, Pajares, Ribagorda, Ribatajada, Ribatajadilla, Torrecilla und Villaseca gebildet. Der Verwaltungssitz befindet sich in Sotos.

## Lage und Klima
Sotorribas liegt auf der Westseite des Iberischen Gebirges in einer Höhe von ca. 990 m. Die Provinzhauptstadt Cuenca befindet sich gut zwanzig Kilometer (Fahrtstrecke) südlich. Im Gemeindegebiet liegt der Flugplatz Sotos. Das Klima im Winter ist gemäßigt, im Sommer dagegen warm bis heiß. Regen (618 mm/Jahr) fällt das ganze Jahr über.

## Bevölkerungsentwicklung
| Jahr      | 1970 | 1981 | 1991 | 2001 | 2011 | 2021 |
| Einwohner | 1186 | 1010 | 965  | 842  | 684  |      |

## Sehenswürdigkeiten
- Reste der Burganlage von Cañete
- Kirche Mariä Himmelfahrt (Iglesia de Nuestra Señora de la Asunción) in Sotos
- Marienkapelle

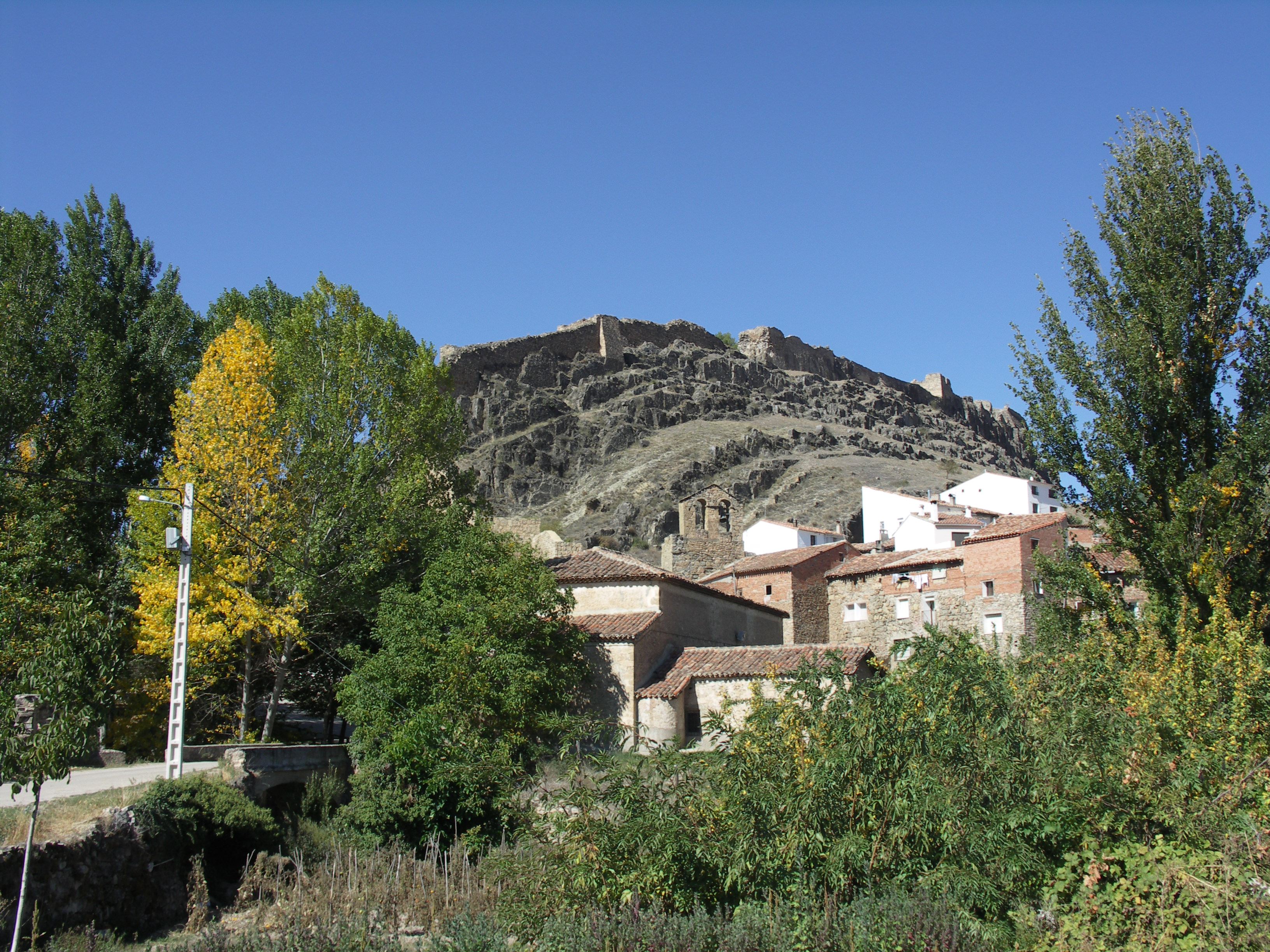
Reste der Burganlage
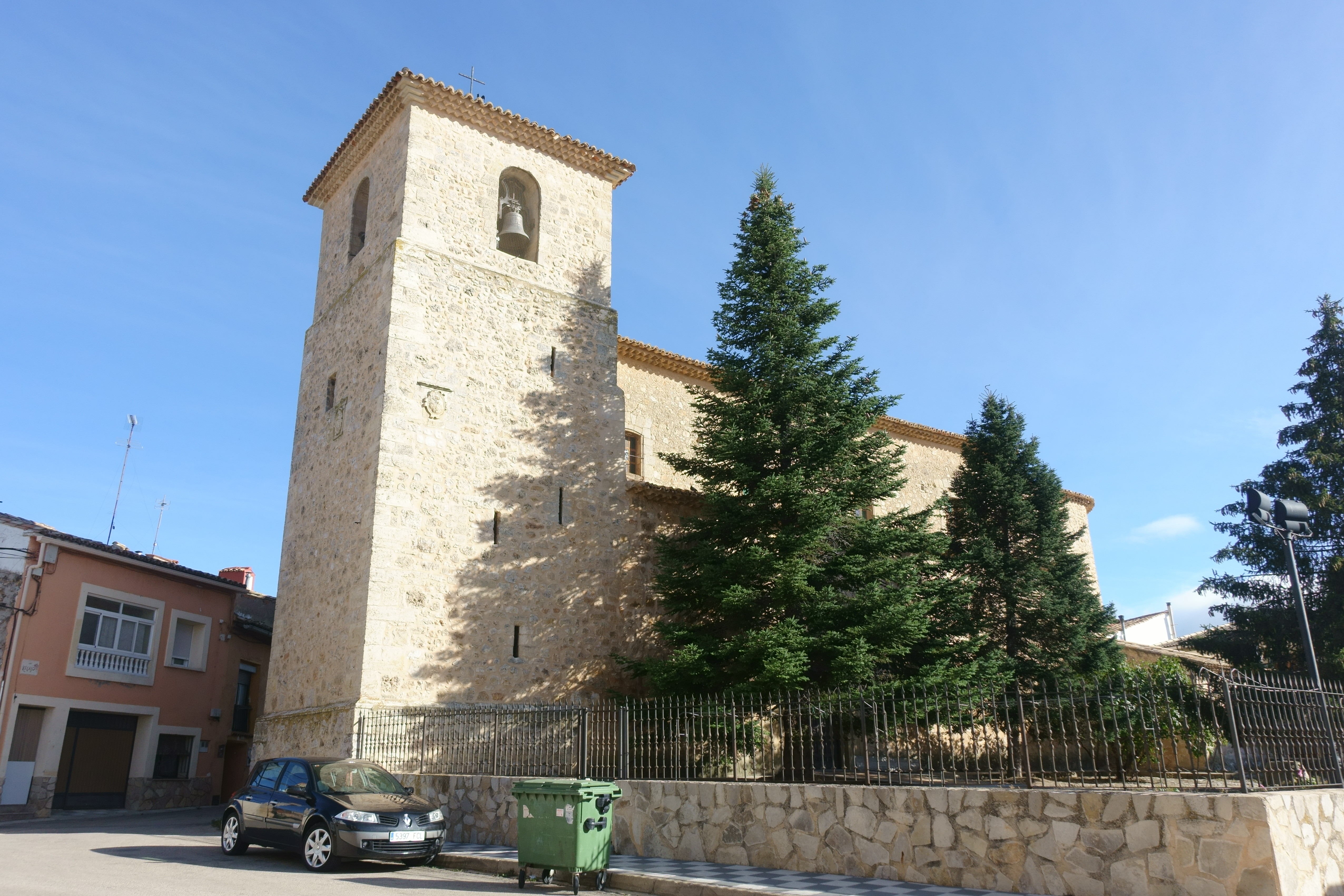
Kirche Mariä Himmelfahrt
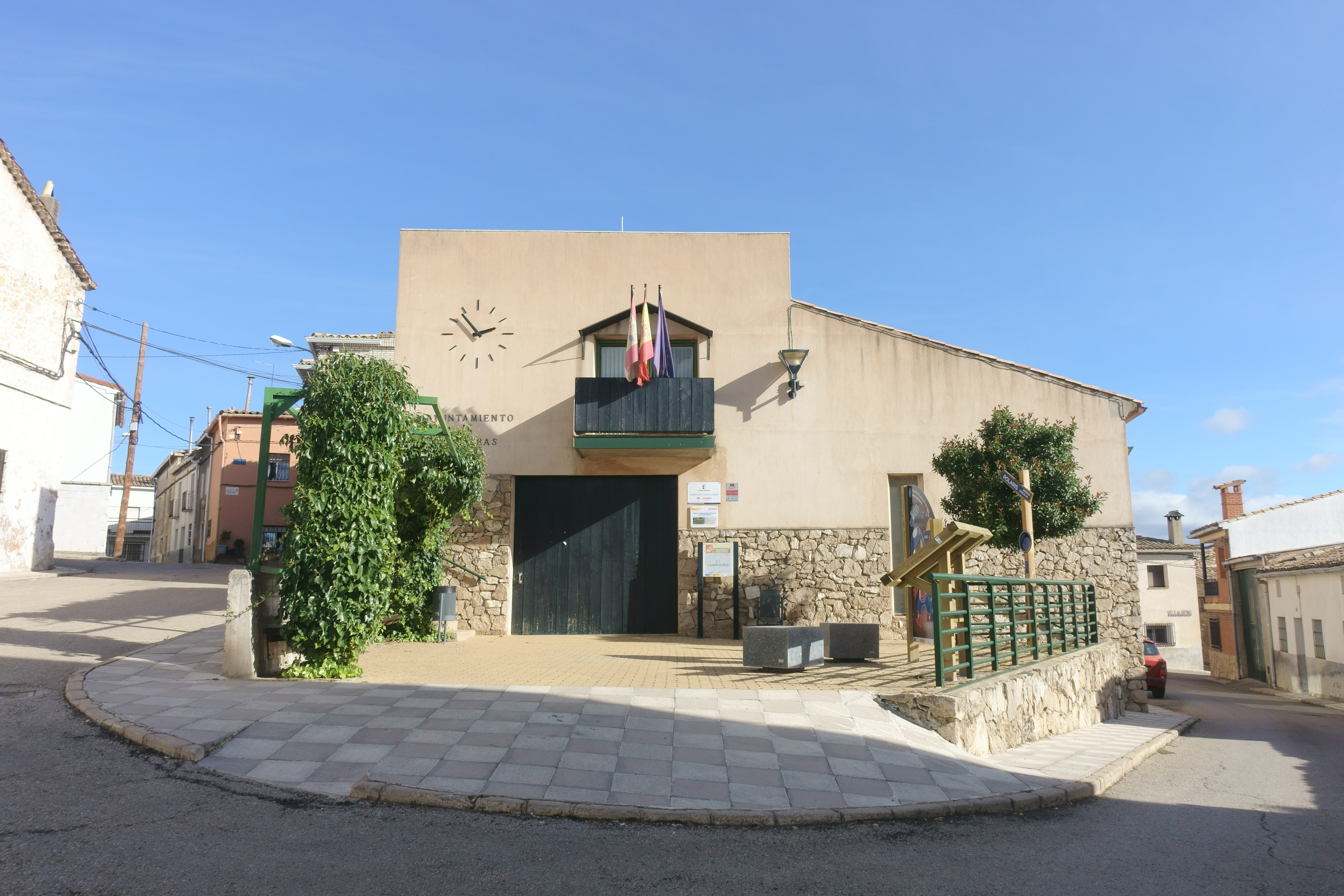
Rathaus